# Rot (priimek)
Rot je priimek v Sloveniji in tujini. Po podatkih Statističnega urada Republike Slovenije je na dan 1. januarja 2011 v Slovenjiji uporabljalo ta priimek 500 oseb.  

## Znani slovenski nosilci priimka
- Alenka Rot Vrhovec, ilustratorka-slikanice
- Andrej Rot (*1953), pesnik, pisatelj, publicist, urednik
- Barbara Rot (r. Demšar) (1944—2022), arhitektka
- Božo (Božidar Franjo) Rot (*1935), arhitekt
- Darjo Rot, glasbeni založnik (NIKA records)
- Milan (Maksimiljan) Rot (1940—2015), slikar, avtor figur na pustnem karnevalu v Cerknici
- Robert Rot, gorski vodnik, predsednik ZGVS
- Uroš Rot (*1967), zdravnik nevrolog, prof. MF
- Veronika Rot Gabrovec (*1962), anglistka, prevajalka
- Veronika Rot (*1972), hispanistka in filozofinja, prevajalka
- Vladimir Rot (1912—2007), gradbenik, projektant, pedagog

## Znani tuji nosilci priimka
- Diter Rot/Dieter Roth (1930—1998), nemško-švicarski slikar, oblikovalec objektov in pisatelj
- Nikola Rot (1910—2007), srbski (socialni) psiholog